# The Stage Door Swings
| Recensione | Giudizio |
| ---------- | -------- |
| AllMusic   |          |

The Stage Door Swings è un album del pianista e caporchestra jazz statunitense Stan Kenton, pubblicato dalla Capitol Records nel'aprile del 1959.

## Tracce

### LP (1959, Capitol Records, T-1166/ST-1166)
Lato A
1. Lullaby of Broadway (dal musical Gold Diggers of 1935) – 2:36 (testo: Al Dubin – musica: Harry Warren)
2. The Party's Over (dal musical Bells Are Ringing) – 2:55 (testo: Betty Comden, Adolph Green – musica: Jule Styne)
3. Baubles, Bangles and Beads (dal musical Kismet) – 2:41 (Robert Wright, George Forrest; basata su una melodia di Alexander Borodin)
4. Ev'ry Time We Say Goodbye (dal musical Seven Lively Arts) – 3:15 (Cole Porter)
5. Whatever Lola Wants (dal musical Damn Yankees) – 2:27 (Richard Adler, Jerry Ross)
6. Bali Ha'i (dal musical South Pacific) – 2:02 (testo: Oscar Hammerstein II – musica: Richard Rodgers)

Durata totale: 15:56
Lato B
1. Hey There (dal musical The Pajama Game) – 2:29 (Richard Adler, Jerry Ross)
2. Younger Than Springtime (dal musical South Pacific) – 2:56 (testo: Oscar Hammerstein II – musica: Richard Rodgers)
3. On the Street Where You Live (dal musical My Fair Lady) – 2:09 (testo: Alan Jay Lerner – musica: Frederick Loewe)
4. I Love Paris (dal musical Can-Can) – 2:25 (Cole Porter)
5. I've Never Been in Love Before (dal musical Guys and Dolls) – 3:12 (Frank Loesser)
6. All at Once You Love Her (dal musical Pipe Dream) – 2:37 (testo: Oscar Hammerstein II – musica: Richard Rodgers)

Durata totale: 15:48
- Durata brani ricavati dalle tracklist su vinili del LP Capitol Records (EMS 1159) pubblicato nel Regno Unito

## Musicisti
- Stan Kenton – pianoforte, direttore d'orchestra
- Frank Huggins – tromba
- Al Sunseri – tromba
- Bud Brisbois – tromba
- Bill Catalano – tromba
- Jack Sheldon – tromba (assolo in: A2, A4, B2, B3 e B5)
- Archie LeCoque – trombone (assolo in: A1)
- Bob Olson – trombone
- Bill Smiley – trombone
- Kent Larsen – trombone (assolo in: B4)
- Jim Amlotte – trombone
- Bill Perkins – sassofono (assolo in: A6)
- Steve Perlow – sassofono
- Bill Robinson – sassofono (assolo in: A5)
- Bill Trujillo – sassofono (assolo in: A2)
- Lennie Niehaus – sassofono (assolo in: A3 e B1) arrangiamenti
- Red Kelly – contrabbasso
- Jerry McKenzie – batteria

### Produzione
- Lee Gillette – produzione[3]